# Continuum bâti
Un continuum bâti est un ensemble de bâtiments, de villes ou d'agglomérations, qui forment une aire urbaine continue. Il peut être dû à une division politique, à l'élargissement d'une localité, voire à l'engloutissement d'une ville ou d'un village par une autre.

## Exemples de continuum bâtis
- Martelange ( Belgique) et Rombach ( Luxembourg).
- Baerle-Duc ( Belgique) et Baerle-Nassau ( Pays-Bas).
- Gorizia ( Italie) et Nova Gorica ( Slovénie).